# Leichtathletik-Europameisterschaften 2002/20 km Gehen der Frauen

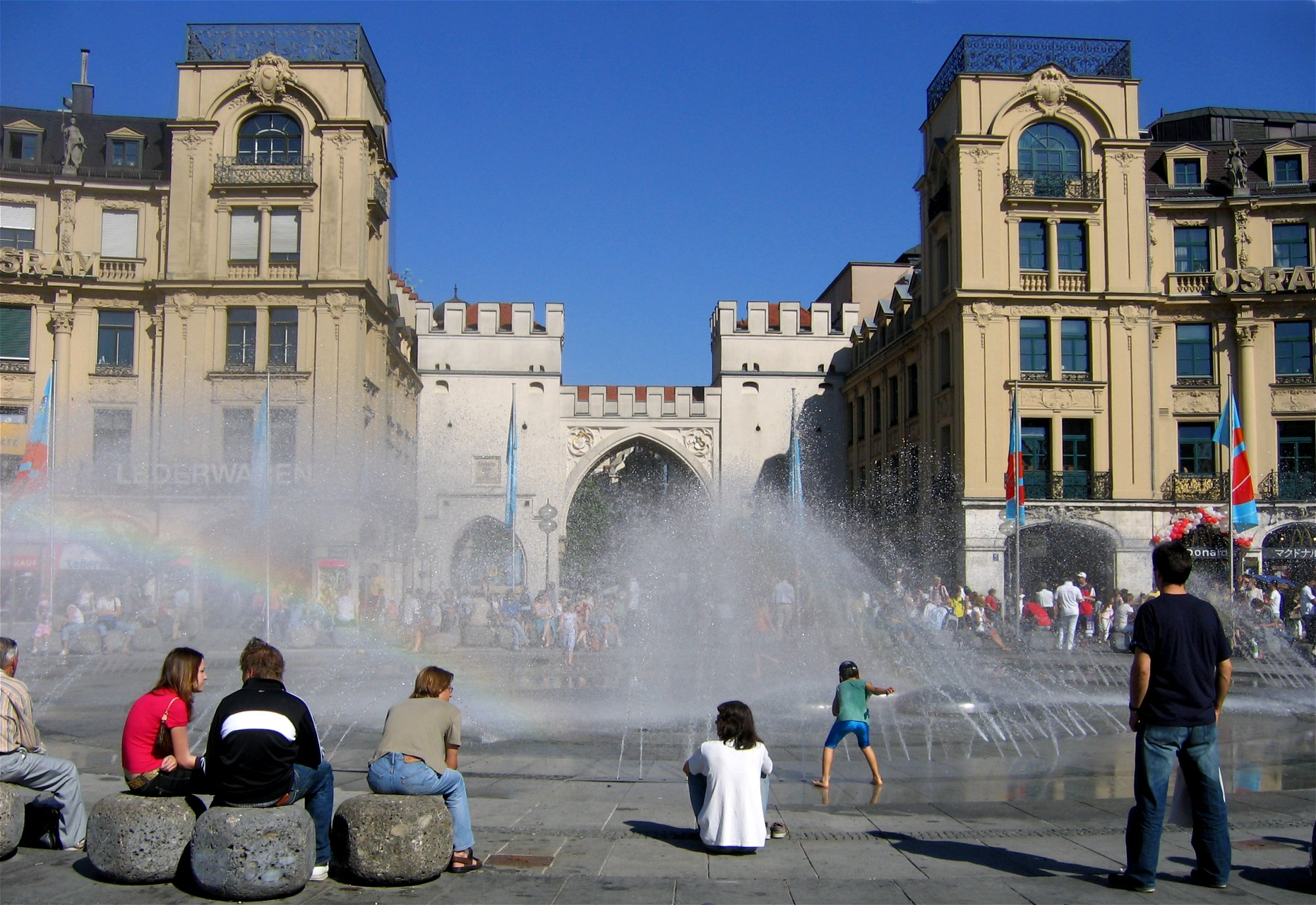
Stachus. Blick auf das Karlstor

Das 20-km-Gehen der Frauen bei den Leichtathletik-Europameisterschaften 2002 wurde am 7. August 2002 in den Straßen von München ausgetragen. Erstmals betrug die Streckenlänge des Gehwettbewerbs für Frauen zwanzig Kilometer. Die frühere Distanz wurde verdoppelt und damit der kurzen Strecke bei den Männern angeglichen.
In diesem Wettbewerb errangen die russischen Geherinnen einen Doppelsieg.
Europameisterin wurde die amtierende Weltmeisterin und Inhaberin der europäischen Bestzeit Olimpiada Iwanowa.
Sie gewann vor Jelena Nikolajewa, die über die 10-km-Distanz 1996 Olympiasiegerin, 1992 Olympiazweite, 1995 WM-Dritte und 1994 EM-Dritte war.
Bronze ging an die italienische EM-Zweite von 1998 Erica Alfridi, als die Streckenlänge dieses Wettbewerbs noch zehn Kilometer betrug.

## Rekorde / Bestleistungen
Anmerkung:

Rekorde wurden damals im Straßengehen wegen der unterschiedlichen Streckenbeschaffenheiten mit Ausnahme von Meisterschaftsrekorden nicht geführt. Die oben genannte Weltrekordzeit war die erste als Rekord eingestufte Leistung einer Geherin. Von da an wurden die Bestzeiten auch im Gehen als Rekorde gewertet.

### Bestehende Rekorde / Bestleistungen
| Weltbestzeit         | 1:26:22 h                                                               | Wang Yan                                                                | Guangzhou, Volksrepublik China                                          | 19. November 2001                                                       |
| Europabestzeit       | 1:24:50 h                                                               | Olimpiada Iwanowa                                                       | Adler, Russland                                                         | 4. März 2001                                                            |
| Meisterschaftsrekord | Dieser Wettbewerb wurde erstmals bei Europameisterschaften ausgetragen. | Dieser Wettbewerb wurde erstmals bei Europameisterschaften ausgetragen. | Dieser Wettbewerb wurde erstmals bei Europameisterschaften ausgetragen. | Dieser Wettbewerb wurde erstmals bei Europameisterschaften ausgetragen. |

### Erster Meisterschaftsrekord
Die russische Europameisterin Olimpiada Iwanowa stellte mit 1:26:42 h einen ersten EM-Rekord auf, der für viele Jahre Bestand haben sollte.

## Durchführung
Hier gab es keine Vorrunde, alle 26 Geherinnen traten gemeinsam zum Finale an.

## Legende
Kurze Übersicht zur Bedeutung der Symbolik – so üblicherweise auch in sonstigen Veröffentlichungen verwendet:
| DNF | Wettkampf nicht beendet (did not finish) |
| DSQ | disqualifiziert                          |

## Ergebnis

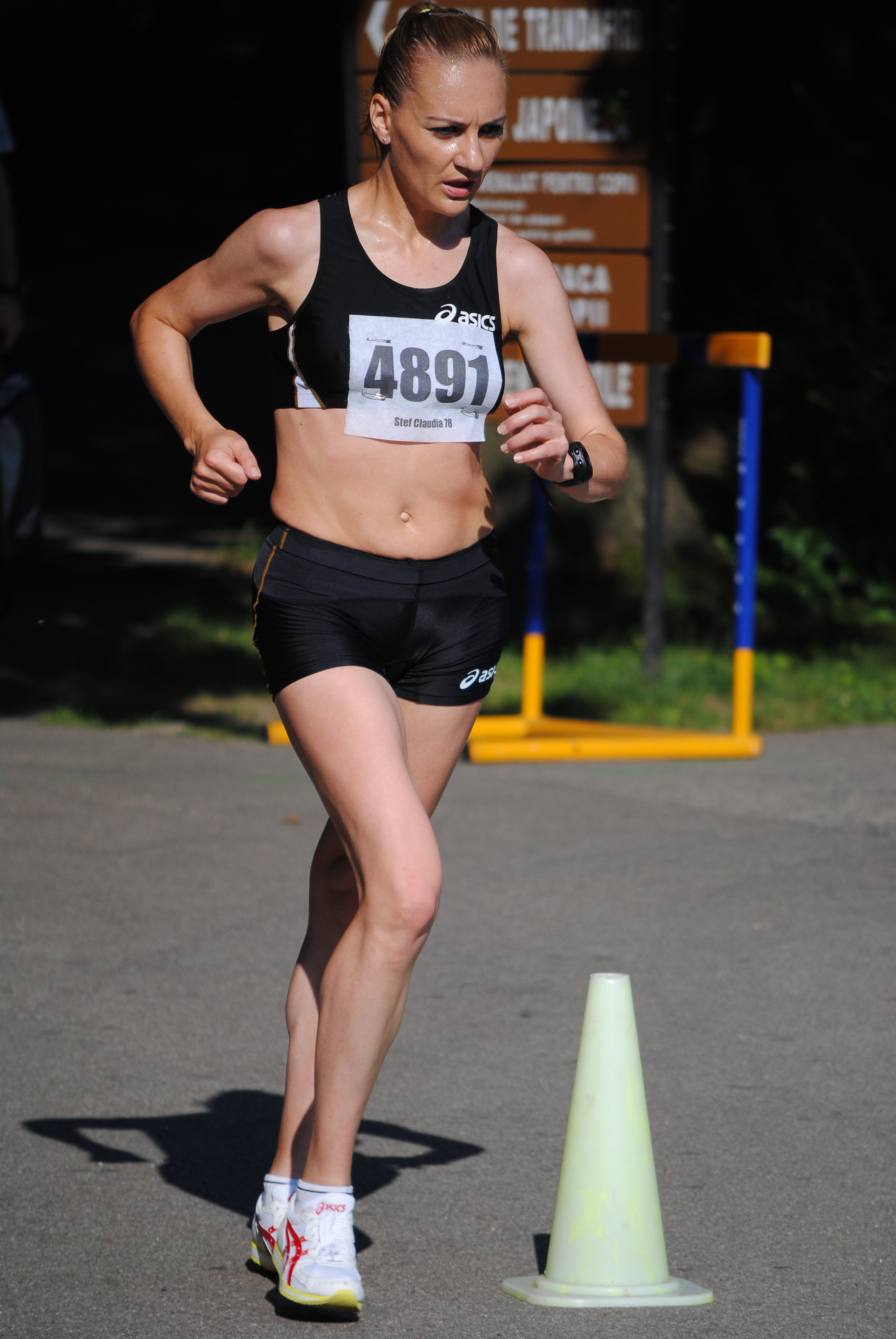
Claudia Iovan, spätere Claudia Ștef, kam auf den fünften Platz

7. August 2002
| Platz | Name                    | Nation       | Zeit (h)   |
| ----- | ----------------------- | ------------ | ---------- |
| 1     | Olimpiada Iwanowa       | Russland     | 1:26:42 CR |
| 2     | Jelena Nikolajewa       | Russland     | 1:28:20    |
| 3     | Erica Alfridi           | Italien      | 1:28:33    |
| 4     | Gillian O’Sullivan      | Irland       | 1:28:46    |
| 5     | Claudia Iovan           | Rumänien     | 1:29:57    |
| 6     | Elisabetta Perrone      | Italien      | 1:30:25    |
| 7     | Kristina Saltanovič     | Litauen      | 1:30:44    |
| 8     | Annarita Sidoti         | Italien      | 1:31:19    |
| 9     | Athanasía Tsoumeléka    | Griechenland | 1:31:25    |
| 10    | Eva Pérez               | Spanien      | 1:31:38    |
| 11    | Athiná Papayiánni       | Griechenland | 1:31:45    |
| 12    | Beatriz Pascual         | Spanien      | 1:32:38    |
| 13    | Olive Loughnane         | Irland       | 1:33:08    |
| 14    | Melanie Seeger          | Deutschland  | 1:33:40    |
| 15    | Inês Henriques          | Portugal     | 1:35:07    |
| 16    | Nevena Mineva-Dimitrova | Bulgarien    | 1:35:28    |
| 17    | Vera Santos             | Portugal     | 1:37:19    |
| DNF   | Susana Feitor           | Portugal     |            |
| DNF   | Jolanta Dukure          | Lettland     |            |
| DNF   | María Vasco             | Spanien      |            |
| DNF   | Sonata Milušauskaitė    | Litauen      |            |
| DNF   | Natalja Fedoschkina     | Russland     |            |
| DSQ   | Kjersti Plätzer         | Norwegen     |            |
| DSQ   | Elena Ginko             | Belarus      |            |
| DSQ   | Olga Lukyanchuk         | Ukraine      |            |
| DSQ   | Norica Câmpean          | Rumänien     |            |

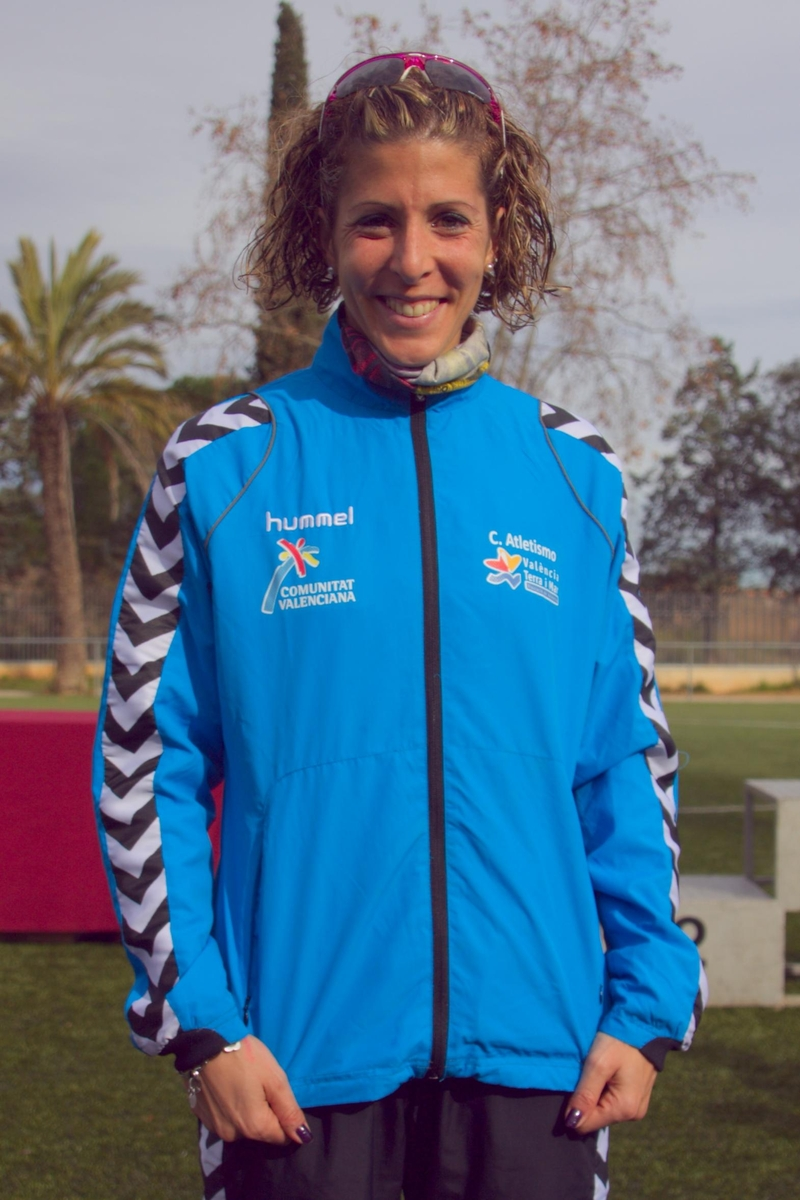
Beatriz Pascual erreichte Platz zwölf
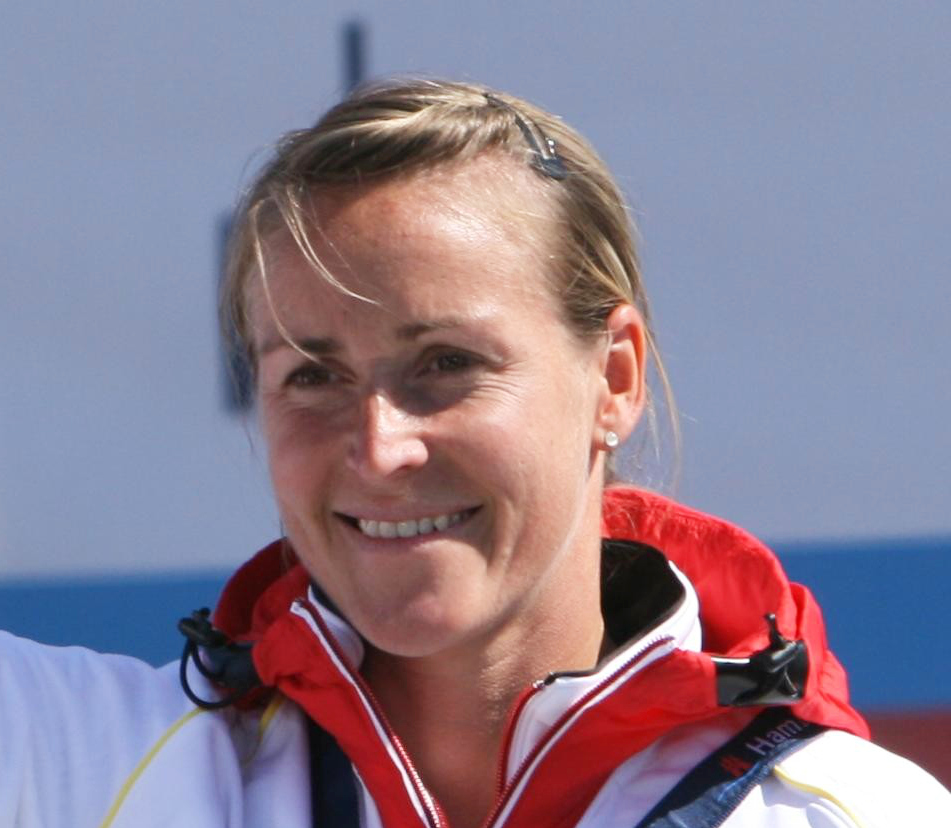
Melanie Seeger kam auf den vierzehnten Platz

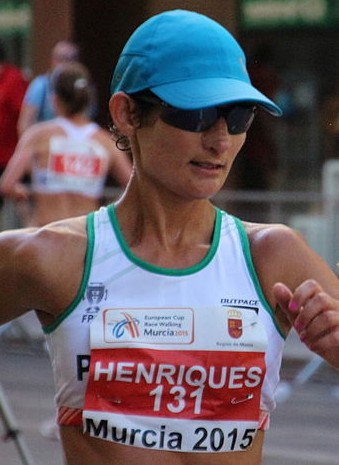
Inês Henriques, hier auf Rang fünfzehn – sie konzentrierte sich später mehr auf die 50-km-Distanz und wurde dort Weltmeisterin 2017 sowie Europameisterin 2018
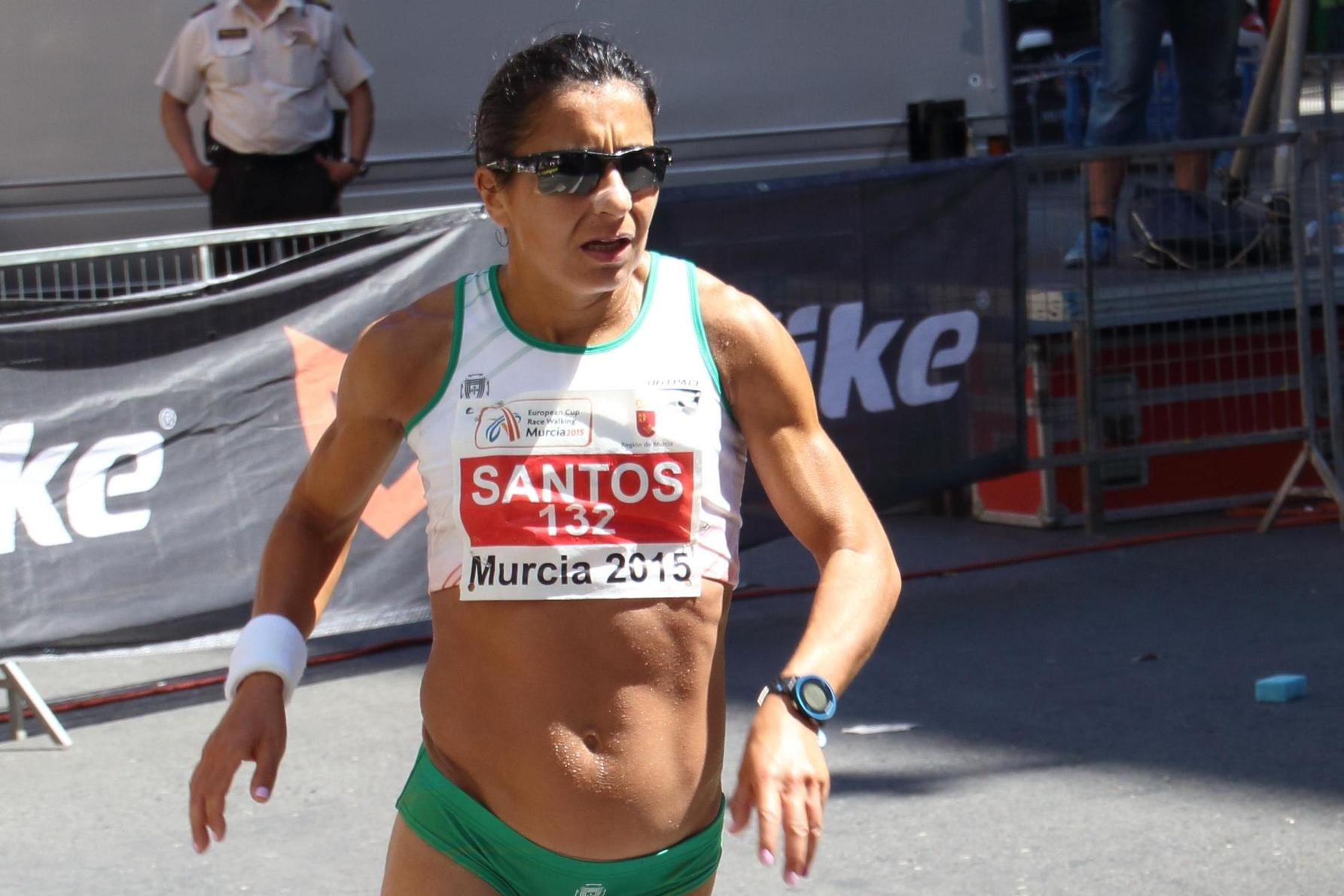
Vera Santos wurde Siebzehnte
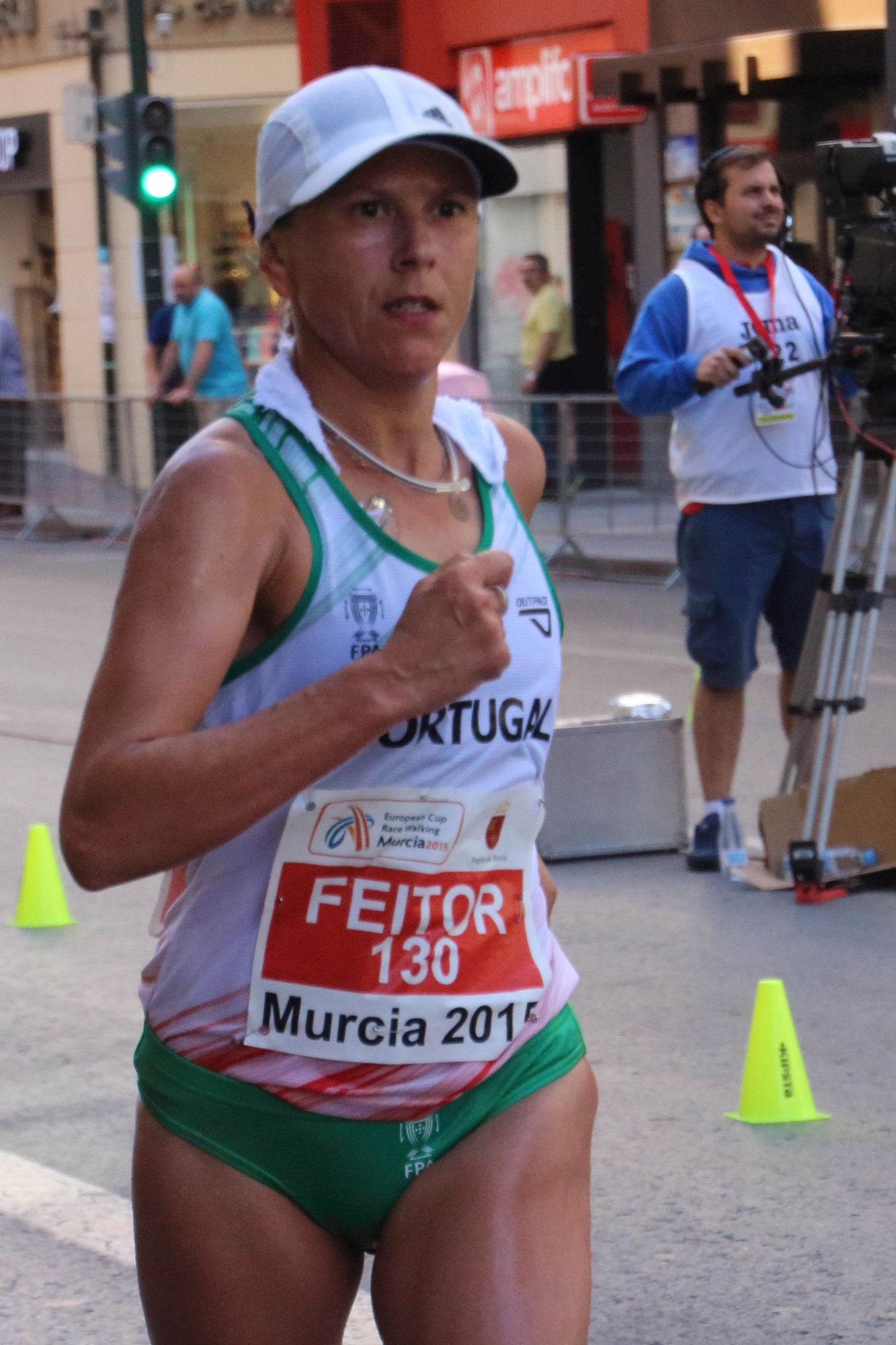
Susana Feitor erreichte nicht das Ziel
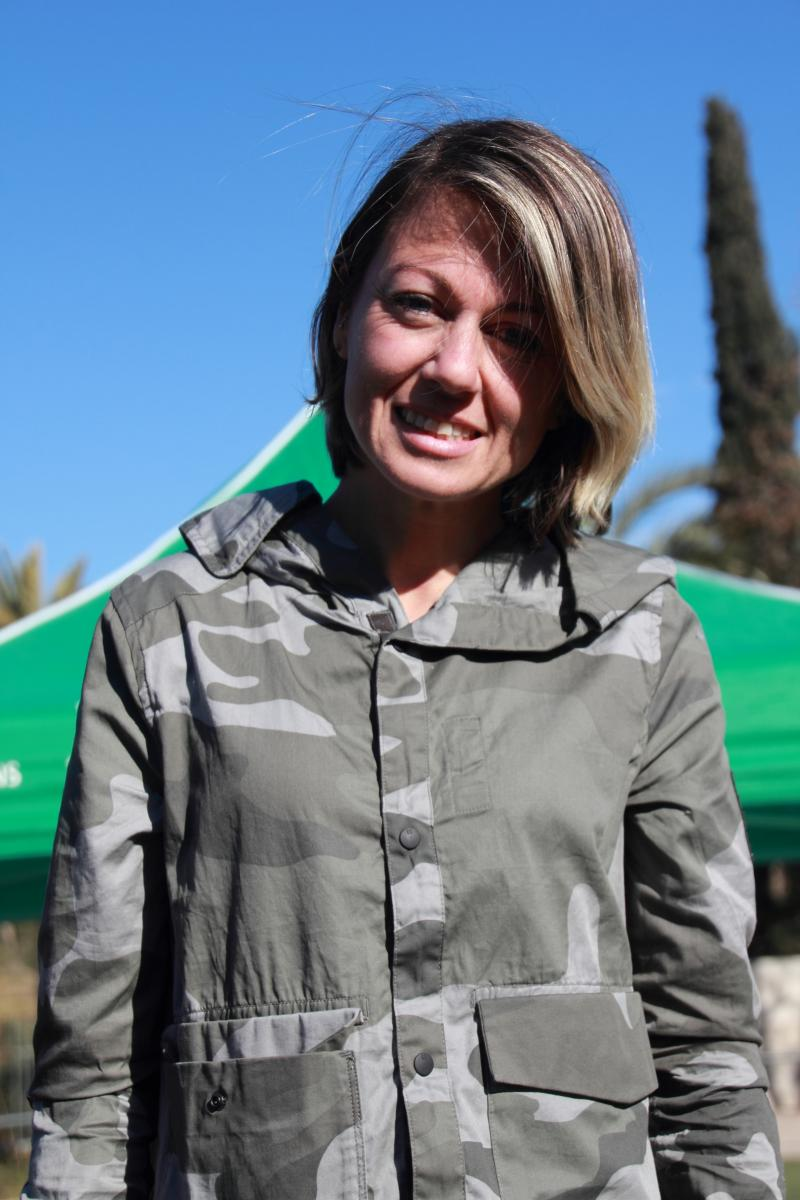
María Vasco gab den Wettbewerb auf

## Videolink
- Atletica Europei München 2002 Marcia 20 km Sidoti, youtube.com, abgerufen am 24. Januar 2023